# Dezember 1993
Portal Geschichte | Portal Biografien | Aktuelle Ereignisse | Jahreskalender | Tagesartikel

◄ |
19. Jahrhundert |
20. Jahrhundert
| 21. Jahrhundert

◄ |
1960er |
1970er |
1980er |
1990er
| 2000er | 2010er | 2020er | ►

◄ |
1989 |
1990 |
1991 |
1992 |
1993
| 1994 | 1995 | 1996 | 1997 | ►

◄ |
September 1993 |
Oktober 1993 |
November 1993 |
Dezember 1993 |
Januar 1994 |
Februar 1994 |
März 1994 |
►
Dieser Artikel behandelt aktuelle Nachrichten und Ereignisse im Dezember 1993.

## Tagesgeschehen

### Mittwoch, 1. Dezember 1993

Logo von Viva

- Köln/Deutschland: Der Fernsehsender Viva startet im Kabelfernsehnetz und über Satellit den Sendebetrieb. In Deutschland bietet er als Konkurrent von MTV Europe ein TV-Programm mit Ausrichtung auf Musikvideos und Popkultur, jedoch sind die eigenen Wortbeiträge und die Werbung in deutscher Sprache, während MTV stets Englisch verwendet.[1]

### Donnerstag, 2. Dezember 1993
- Magdeburg/Deutschland: Der Landtag von Sachsen-Anhalt wählt Christoph Bergner (CDU) zum neuen Ministerpräsidenten. Amtsvorgänger und Parteikollege Werner Münch trat vor vier Tagen wegen einer Gehälteraffäre zurück.[2]
- Medellín/Kolumbien: Der Polizei und der Spezialeinheit Bloque de Busqueda gelingt es durch die Rückverfolgung von Telefongesprächen, den Aufenthaltsort des Führers des Medellín-Drogenkartells Pablo Escobar ausfindig zu machen. Die Spezialeinheit erschießt ihn auf der Flucht aus einem Wohnhaus im Stadtteil Los Olivos. Ziel der ungewöhnlichen Anrufe Escobars waren dessen Frau und Kinder, die kurz zuvor eine Übersiedlung nach Deutschland anstrebten und mit diesem Vorhaben scheiterten.[3]

### Freitag, 3. Dezember 1993
- Hartberg, Wien/Österreich: Briefbomben verletzen den Pfarrer August Janisch und die Moderatorin der TV-Sendung Heimat, fremde Heimat Silvana Meixner. Beide sind Mitglieder der Minderheiten-Redaktion des Österreichischen Rundfunks.[4]

### Sonntag, 5. Dezember 1993
- Düsseldorf/Deutschland: Im Tennis gewinnt das deutsche Davis-Cup-Team aus Marc-Kevin Goellner, Patrik Kühnen und Michael Stich gegen Australien das Finale des 82. Wettbewerbs mit 4:1.[5]
- Libreville/Gabun: Omar Bongo, seit 1967 Staatsoberhaupt des zentralafrikanischen Landes Gabun, wird zum fünften Mal zum Staatspräsidenten gewählt. Ausländische Beobachter der Wahl weisen auf Irregularitäten bei der Durchführung hin.[6]
- Oslo/Norwegen: Deutschland ist Weltmeister im Handball durch einen 22:21-Sieg nach Verlängerung im Finale der 11. Frauen-WM gegen Dänemark.[7]

### Montag, 6. Dezember 1993

Lage des Landkreises Uckermark

- Potsdam/Deutschland: Die Kreisreform in Brandenburg verringert die Anzahl der Kreise im Land Brandenburg von 38 auf 14. Mit dem 3.077 km² großen Landkreis Uckermark entsteht der flächenmäßig größte Landkreis Deutschlands.[8]

### Dienstag, 7. Dezember 1993
- New York/Vereinigte Staaten: In der Nachbarschaft Garden City Park in Brooklyn feuert ein auf Jamaika geborener 35-jähriger beim Halt eines Zugs der Long Island Rail Road an einer Station mit einer halbautomatischen Schusswaffe in die Menschenmenge. Bei der Attacke sterben sechs Passagiere und neunzehn weitere werden verletzt.[9]

## Weblinks

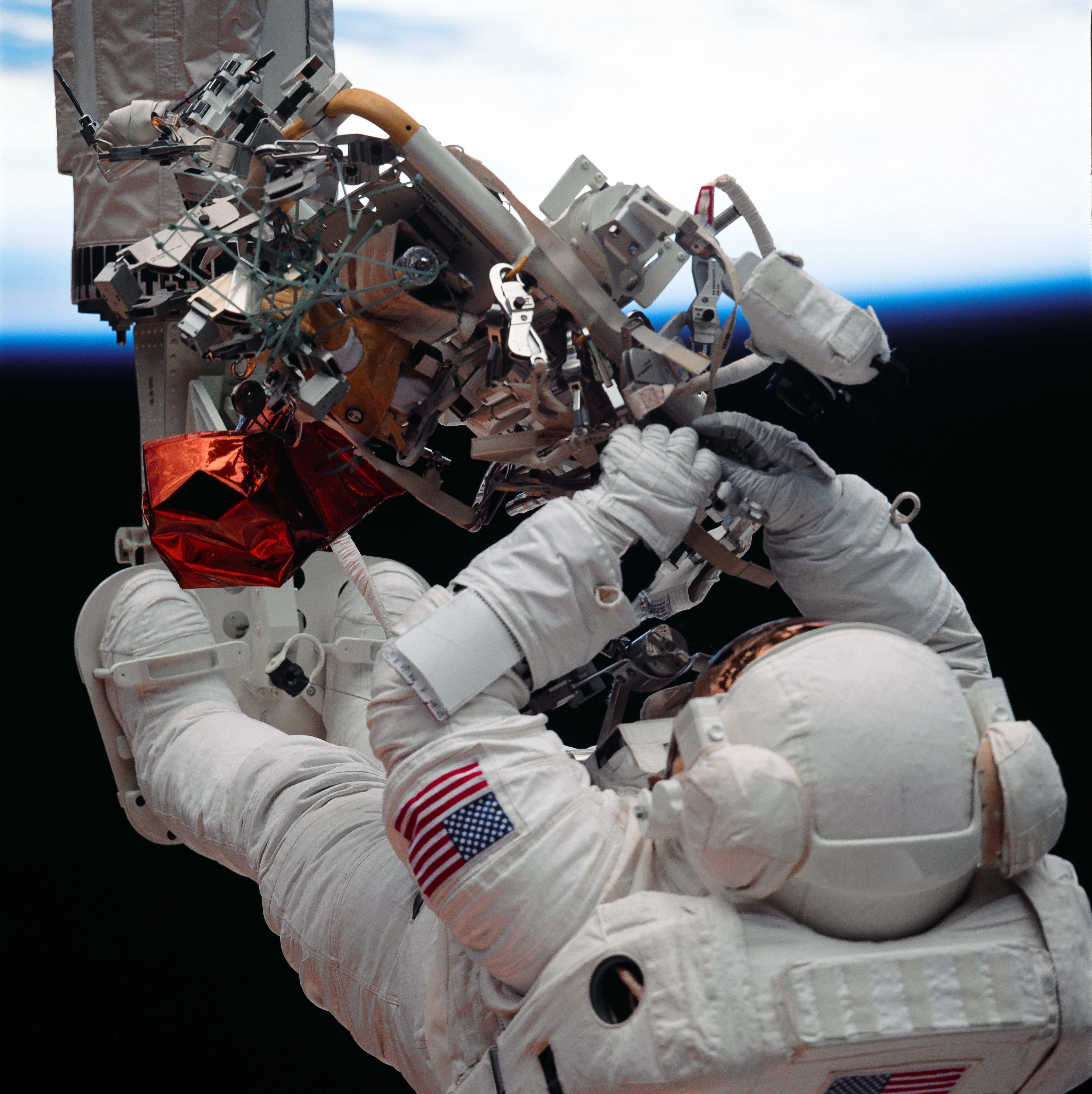
Orbit im Dezember 1993

### Donnerstag, 9. Dezember 1993
- Stockholm/Schweden: Der so genannte „Alternative Nobelpreis“ der Right-Livelihood-Award-Stiftung wird an die israelische Lehrerin Arna Mer-Chamiss verliehen, die im Flüchtlingslager von Dschenin im Westjordanland eine Schule gründete. Weitere Preisträger sind Carrie Dann, Mary Dann, Vandana Shiva und die Organisation der ländlichen Verbände für den Fortschritt.[10]

### Samstag, 11. Dezember 1993
- Ampang Jaya/Malaysia: In der Großstadt östlich von Kuala Lumpur stürzt in der Regensaison ein Wohnhochhaus nach einem Erdrutsch in sich zusammen. 48 Menschen überleben das Unglück nicht. Landesweit kommen heute über 70 Menschen durch Erdrutsche ums Leben.[11]

### Sonntag, 12. Dezember 1993
- Budapest/Ungarn: Durch den heutigen Tod von Ministerpräsident József Antall in Folge eines Krebsleidens wird sein Parteikollege aus dem Demokratischen Forum Péter Boross neuer Regierungschef.[12]
- Tokio/Japan: Der FC São Paulo aus Brasilien gewinnt das Spiel um den Fußball-Weltpokal für Vereinsmannschaften mit 3:2 gegen den AC Mailand aus Italien.[13]

### Montag, 13. Dezember 1993
- Palästinensische Gebiete/Israel: Die Streitkräfte Israels weigern sich, den Gazastreifen und das Gebiet um die Stadt Jericho zu verlassen, wie es die Prinzipienerklärung über die vorübergehende Selbstverwaltung Palästinas vom 13. September vorsieht. Als Grund gibt die israelische Regierung unter Jitzchak Rabin von der Partei Die Arbeit Sicherheitsbedenken an.[14]

### Mittwoch, 15. Dezember 1993
- Hamburg/Deutschland: Der Senat bestätigt den Ersten Bürgermeister der Stadt und Regierungschef des Landes Hamburg Henning Voscherau (SPD) mit 65 Ja- und 52 Nein-Stimmen im Amt.[15]
- Vaduz/Liechtenstein: Der Landtag wählt den erst 28-jährigen Politiker Mario Frick von der Vaterländischen Union zum neuen Regierungschef des Landes.[16][17]

### Freitag, 17. Dezember 1993

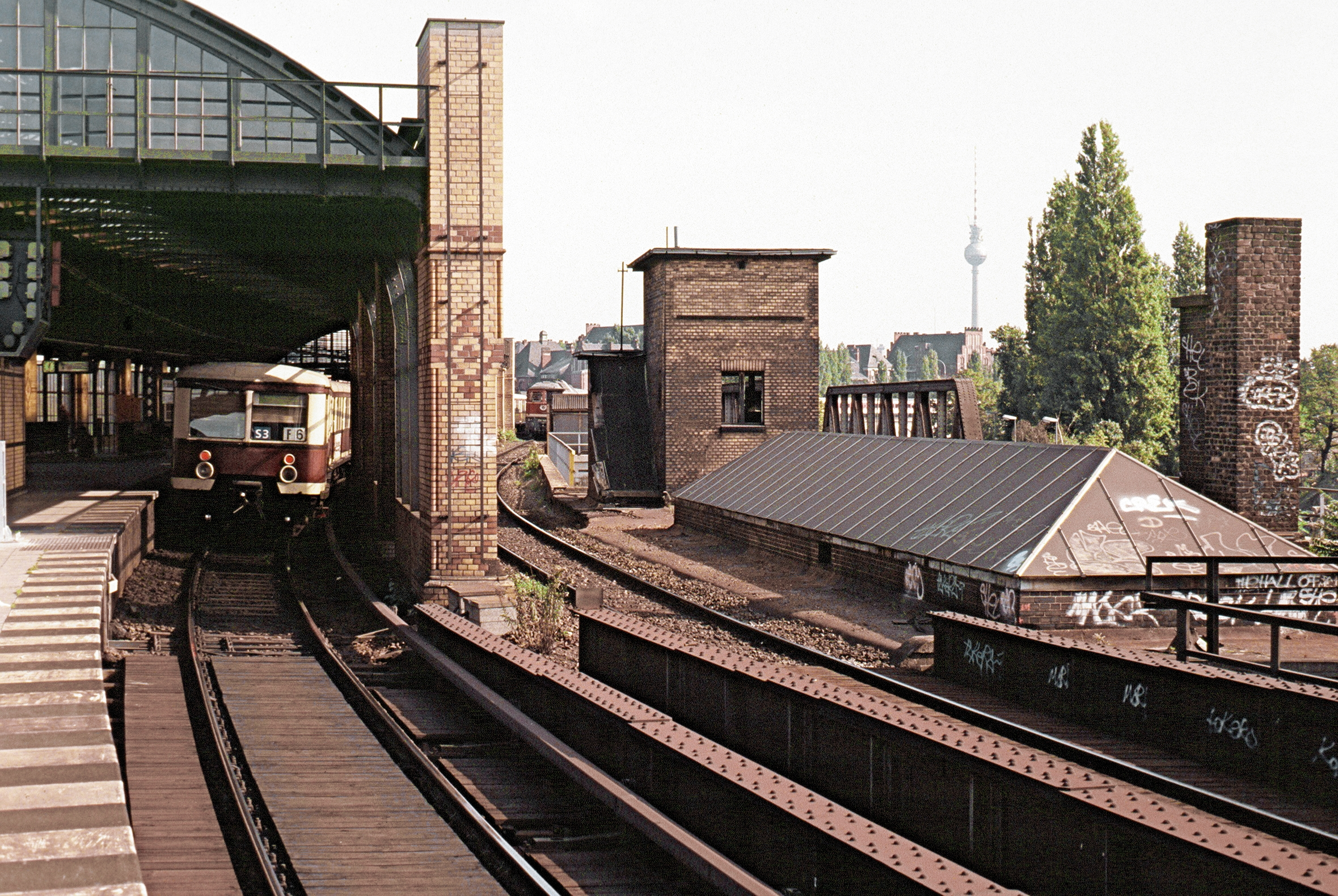
Verkehrsweg mit Ausbaubedarf: das Berliner Schienennetz (1990)

- Bonn/Deutschland: Der Bundestag beschließt für den schnelleren Ausbau der Verkehrswege die Vereinfachung der entsprechenden Planungsverfahren. Dazu werden die Maßnahmen des Gesetzes zur Beschleunigung der Planung von Verkehrswegen im Beitrittsgebiet vom Oktober 1990 auf die gesamte Republik ausgedehnt.[18]

### Montag, 20. Dezember 1993
- New York/Vereinigte Staaten: Die Generalversammlung der Vereinten Nationen erklärt den 3. Mai 1994 zum ersten Internationalen Tag der Pressefreiheit und das Jahr 1994 zum Internationalen Jahr der älteren Menschen.[19]

### Sonntag, 26. Dezember 1993
- Columbus/Vereinigte Staaten: Die Statue Birth of the New World (deutsch Geburt der Neuen Welt) spaltet die Einwohner der Stadt. Die 110 m hohe Skulptur von ungewöhnlicher Ästhetik ist ein Geschenk des georgisch-russischen Künstlers Surab Zereteli an das amerikanische Volk, aber keine Gemeinde der USA will sie annehmen. Einige Vertreter der Stadt Columbus zogen die Aufstellung in Betracht, weil ihr Stadtname Christoph Columbus ehrt. Der Widerstand ist enorm.[20]